# Teclu-égő

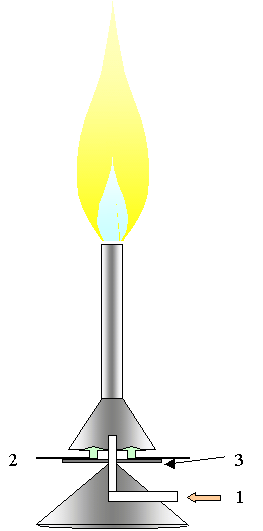
Teclu-gő: 1 – gázbevezetés, 2 – levegő, 3 – a levegő mennyiségét szabályozó tárcsa

A Teclu-égő a Bunsen-égővel együtt az egyik leggyakrabban használt laboratóriumi gázégő. Az éghető gáz (földgáz, propán-bután gáz) bevezetése a tengelyvonalban elhelyezett csövön keresztül történik, amelynek a végén néhány tizedmilliméter átmérőjű lyuk (fúvóka) található. Erre épül a csonka kúp alapú hengerben folytatódó keverőcső (ez adja a készülék jellegzetes alakját), amelyben a gáz és a levegő – miközben felfelé áramlanak – intenzíven keverednek. Az égőbe juttatható gáz mennyisége (ezzel az égő teljesítménye) – bizonyos határok között – a fúvóka méretének a változtatásával, vagy a gázcsap részleges nyitásával lehetséges. A levegő mennyiségének a beállítása – oxidálóbb, vagy redukálóbb típusú láng igénye alapján – a csonka kúp alatt csavarmeneten föl-le mozgatható tárcsa szolgál.
Az elnevezése az égő feltalálójának, a román Nicolae Teclu emlékét őrzi.